# 레우 시우바
우구 레오나르두 시우바 세헤주(포르투갈어: Hugo Leonardo Silva Serejo, 1985년 12월 24일 ~ )는 브라질의 축구 선수로, 포지션은 수비형 미드필더다. 통상 레우 시우바라고 불리는 그는 현재 일본 J1리그의 나고야 그램퍼스에서 활약하고 있다.